# Робін Торн
Робін Торн (англ. Robyn Thorn, 26 листопада 1945) — австралійська плавчиня.
Призерка Олімпійських Ігор 1964 року.
Переможниця Ігор Співдружності 1962 року, призерка 1970 року.